# Лиса (митологија)
Лиса је у грчкој митологији била божанство, персонификација беса који тренутно обузима људе, али ни богови нису били изузети од њених моћи. Такође, сматрало се да изазива и љубавно лудило. Према каснијим предањима, њу је родила Никс, оплођена крвљу Урана проливеном када га је кастрирао његов син Хрон.

## Митологија
Лиси се приписује заслуга у више догађаја. Она је улила бес Хектору, па и самом Аполону пред Тројом. Такође, она је навела Херакла да убије жену и децу, проузроковала Ијину помаму, као и Орестову жељу за осветом.

## У уметности
Лиса је личност из грчких трагедија. Есхил је наводи као Дионисовог изасланика, послатог да излуди Минијаде, а Еурипид као Хериног, како би излудела Херакла. На грчкој вази је осликана као жена у краткој сукњи, са капом у виду пса. Та сцена приказује како је Лиса изазвала махнито лудило ловачких паса краља Актеона, који су због тога растргли свог господара.